# Dampvitoux
Dampvitoux är en kommun i departementet Meurthe-et-Moselle i regionen Grand Est (tidigare regionen Lorraine) i nordöstra Frankrike. Kommunen ligger i kantonen Chambley-Bussières som tillhör arrondissementet Briey. År 2022 hade Dampvitoux 57 invånare.

## Befolkningsutveckling
Antalet invånare i kommunen Dampvitoux
| Referens: INSEE |